# 小峰墓地
小峰墓地（おみねぼち）は熊本県熊本市中央区黒髪にある墓地公園である。小峯墓地（こみねぼち）とした表現もみられる。
熊本城の鬼門の丑寅にあたり、草深いところであった。その一角に陸軍墓地があり、西南戦争から日清戦争、日露戦争、第二次大戦までの13,083柱の戦没者の霊域であったが、1954年に熊本市が整理して、墓地公園とした。

## 忠霊塔その他
墓地公園にした時に、ここに眠る英霊を弔うために画家海老原喜之助がパリのサロン・ド・メエに出品した油絵「殉教者」を自ら彫刻にして、忠霊塔にはめこんだ。幅23メートル、奥行11メートルの土台に高さ7メートルの忠霊塔が1955年3月に完成した。忠霊塔の文字は寒巌義尹の「大渡橋由来記」からとった。ほかに、満州事変戦没者合祀碑、支那事変大東亜戦争忠魂碑、交通事故者慰霊の塔、五高生碑、海南之変忠霊之碑、原爆犠牲者を弔う碑（原爆50年後の1995年建立）などがある。

## 熊本市営小峰墓地の基本データ
- 霊園区分 - 公営
- 総面積
- 宗旨・宗教 - 宗教不問
- 総区画数
- 管轄の自治体  - 熊本県熊本市 管理事務所（電話略）健康福祉局 健康政策部 健康福祉政策課
- 設備・施設

## 著名人の墓地
- 秋山玉山：藩校時習館初代教授で、詩文で有名であり、細川重賢の信任あつかった。
- 有馬源内：時習館で学び、国事に奔走。明治7年の台湾の役、その後西南戦争に参加。3年の刑をうけ、のち実業家となる。熊本県議会の初代議長。北海道で振殖事業を起こす。
- 宮部鼎蔵：（みやべていぞう）尊王攘夷派の武士。池田屋で自刃。墓は京都にもある。
- 加屋霽堅：（かやはるかた）太田黒伴雄と共に神風連の乱を起こした。墓は大江町是法の共同墓地にあったが、戦後他の多くの神風連関係者と共に小峰墓地に移された。但し太田黒伴雄の墓の記載はない。
- 平井数馬
- 行徳健男
- 佐々弘雄：九州大学法文学部教授。1946年熊本日日新聞社社長。
- 佐々國雄
- 井芹経平：現・熊本県立済々黌高等学校を育てた。
- 野田寛：現・熊本県立熊本高等学校初代校長。
- 谷口長雄：熊本県医学校を設立した。
- 谷口弥三郎：熊本県市医師会長。参議院議員。「優生保護法」（現・母体保護法）を成立させた。
- 大原清之助：細菌学者。熊本県医師会長。
- 松崎吉次郎：熊本城天守閣再建にあたって、5000万円寄付した。また平御櫓の建設費200万円を寄贈している。
- 伊豆富人：熊本日日新聞社社長。熊本放送を設立した。
- 海老原喜之助：画家
- 星子敏雄：熊本市長
- 阿部次郎：学者の阿部次郎とは別人。熊本市議2期、議長2期、市教育委員長、俳誌「阿蘇」の編集発行人。熊本信用金庫理事長。
- 山崎正董：熊本医科大学学長

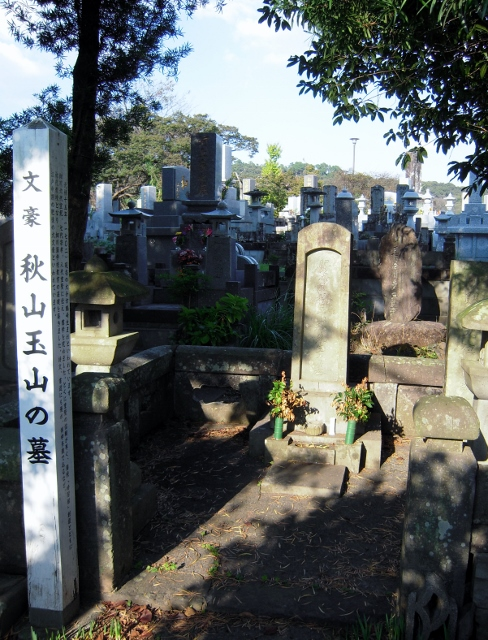
秋山玉山墓
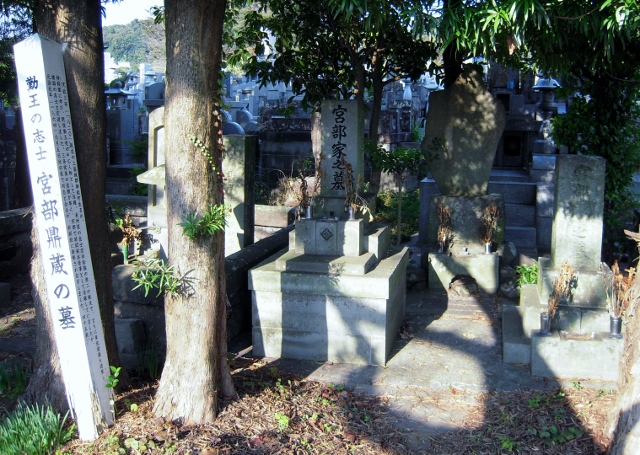
宮部鼎蔵墓
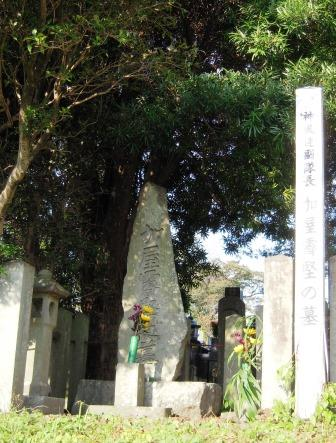
加屋霽堅墓
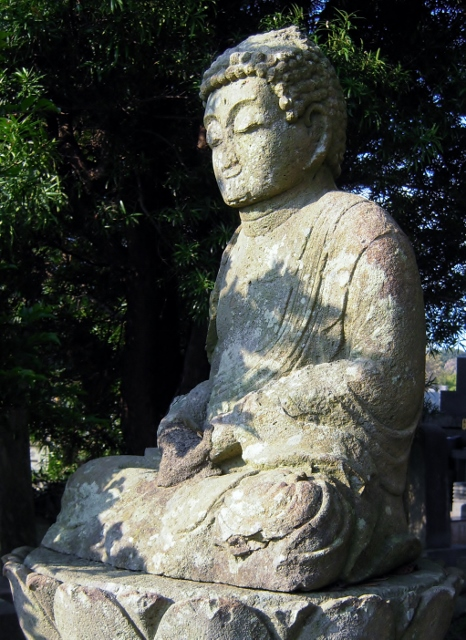
小泉八雲が愛した鼻かけ地蔵

## 参考
- 比治山陸軍墓地:陸軍墓地を前身に持つ霊園。
- 習志野霊園:陸軍墓地を前身にもつ霊園。